# Eileen Roe
Eileen Roe née le 24 septembre 1989 à Dunfermline en Écosse, est une coureuse cycliste britannique, professionnelle de 2012 à 2018.

## Biographie
Elle participe à sa première course de vélo aux Highland Games à dix ans, sur un vélo de piste avec une seule vitesse et des pneus à crampons.
Elle représente l'Écosse aux Jeux du Commonwealth de 2010 et de 2014 et la Grande-Bretagne lors de la course sur route du championnat du monde de 2016. En 2014 et 2016, elle est  championne de Grande-Bretagne du critérium.
Elle travaille à temps partiel à la Edinburgh Bicycle Cooperative pendant plusieurs années, ce qui lui permet de se consacrer à sa carrière cycliste. En octobre 2014, l'équipe professionnelle Wiggle-Honda annonce que Roe les rejoint avec effet immédiat pour participer à la saison australienne de critérium et à la saison 2015. Elle signe ensuite avec l'équipe belge Lares-Waowdeals pour la saison 2016. À partir de 2017, elle court avec  l'équipe WNT jusqu'en juillet 2018, date à laquelle elle arrête sa carrière.

## Palmarès sur route

### Par années
- 2011
  - 3e de Ronde van Zuid-Friesland
- 2012
  - 2e du championnat de Grande-Bretagne du critérium
  - 8e du Contre-la-montre par équipes de l'Open de Suède Vårgårda
  - 3e du Tour de Bochum
- 2013
  - 2e du championnat de Grande-Bretagne du critérium
- 2014
  -  Championne de Grande-Bretagne du critérium
- 2015
  - 6e étape de Rás na mBan
  - 2e du championnat de Grande-Bretagne du critérium
  - 2e du Tour de Yorkshire
  - 2e de Rás na mBan
- 2016
  -  Championne de Grande-Bretagne du critérium
  - 5e étape de Rás na mBan
  - 3e d'À travers les Flandres
  - 3e du Grand Prix de Waregem

### Classements mondiaux
| Année                                 | 2012 | 2013 | 2014 | 2015 | 2016 | 2017 | 2018 |
| ------------------------------------- | ---- | ---- | ---- | ---- | ---- | ---- | ---- |
| Classement UCI                        | 425e | nc   | nc   | 651e | 361e | 244e | 576e |
| UCI World Tour                        |      |      |      |      | nc   | 110e | 188e |
|                                       |      |      |      |      |      |      |      |
| Légende : nc = non classéSource : UCI |      |      |      |      |      |      |      |

## Palmarès sur piste

### Championnats de Grande-Bretagne
- 2012
  - 3e de la poursuite par équipes
  - 3e de l'américaine (avec Hannah Barnes)